# 파이프오르간선인장
파이프오르간선인장(Royen's tree cactus, dildo cactus, pipe organ cactus)은 카리브해의 섬, 유카탄반도에 자생하는 선인장의 일종이며 터크스케이커스 제도에서 발견되는 제일 흔한 선인장이다. 긴 모양의 가지의 능에는 각각 날카로운 가시가 나있다.